# Cardet (Gard)
 Cardet  es una población y comuna francesa, situada en la región de Languedoc-Rosellón, departamento de Gard, en el distrito de Alès y cantón de Lédignan.

## Demografía
| 548 | 542 | 472 | 503 | 569 | 643 |
| Para los censos de 1962 a 1999 la población legal corresponde a la población sin duplicidades (Fuente: INSEE [Consultar]) |     |     |     |     |     |